# Limite superior e limite inferior

Uma ilustração dos limites superior e inferior. A sequência x_{n} é mostrada em azul.

Em matemática, sobretudo na análise, o conceito de limite assume fundamental importância. Nem toda sequência real, no entanto, possui um limite bem definido. O limite superior e o limite inferior, não obstante, estão sempre bem definidos.
Quando uma sequência é convergente, o limite, o limite inferior e o limite superior coincidem. Reciprocamente, uma sequência possui limite quando o limite inferior coincide com o limite superior.
Também se definem limite superior e limite inferior para sequências de conjuntos.

## Notação e definição
Considere uma sequência {\displaystyle \{a_{n}\}_{n\in \mathbb {N} }\,} de números reais qualquer. Defina a sequência auxiliar:
{\displaystyle A_{N}=\sup _{n\geq N}a_{n}\,}
A sequência {\displaystyle A_{N}\,} é claramente não-crescente, pois é supremo de uma família cada vez menor de números reais. Por ser uma sequência monótona, seu limite existe (podendo ser infinito se cada {\displaystyle A_{N}\,} for infinito) e é o ínfimo da sequência.
O limite superior de {\displaystyle \{a_{n}\}_{n\in \mathbb {N} }\,} é então definido o limite da sequência {\displaystyle A_{N}\,}. Denota-se:
- {\displaystyle \limsup _{n\to \infty }a_{n}={\overline {\lim _{n\to \infty }}}a_{n}=\inf _{N\in \mathbb {N} }\sup _{n\geq N}a_{n}=\lim _{N\to \infty }\sup _{n\geq N}a_{n}\,}

E, de forma perfeitamente análoga, define-se o limite inferior:
- {\displaystyle \liminf _{n\to \infty }a_{n}={\underline {\lim _{n\to \infty }}}a_{n}=\sup _{N\in \mathbb {N} }\inf _{n\geq N}a_{n}=\lim _{N\to \infty }\inf _{n\geq N}a_{n}\,}

## Propriedades
Sejam {\displaystyle \{a_{n}\}_{n\in \mathbb {N} }\,} e {\displaystyle \{b_{n}\}_{n\in \mathbb {N} }\,} sequências de números reais, então valem as afirmações:
- {\displaystyle \liminf _{n\to \infty }a_{n}\leq \limsup _{n\to \infty }a_{n}\,}
- {\displaystyle \liminf _{n\to \infty }-a_{n}=-\limsup _{n\to \infty }a_{n}\,}
- {\displaystyle \limsup _{n\to \infty }\left(a_{n}+b_{n}\right)\leq \limsup _{n\to \infty }a_{n}+\limsup _{n\to \infty }b_{n}\,}
- {\displaystyle \liminf _{n\to \infty }\left(a_{n}+b_{n}\right)\geq \liminf _{n\to \infty }a_{n}+\liminf _{n\to \infty }b_{n}\,}
- Seja {\displaystyle \{a_{n(k)}\}} uma subsequência de {\displaystyle \{a_{n}\}} que possua limite, então {\displaystyle \lim _{k\to \infty }\left(a_{n(k)}\right)\leq \limsup _{n\to \infty }a_{n}\,}

## Limite superior e inferior de uma sequência de conjuntos
Em algumas situações, sobretudo na teoria da medida, é conveniente definir os conceitos de limite superior e inferior para uma sequência de conjuntos.
Se {\displaystyle E_{n}\,} é uma sequência de conjuntos, então define-se:
- O limite superior é o conjunto formado por todos os elementos que pertencem a uma infinidade de conjuntos {\displaystyle E_{n}\,}.
- O limite inferior é o conjunto formado por todos os elementos que pertencem a cada um dos {\displaystyle E_{n}\,} exceto por um número finito deles.

Pode-se mostrar que estas definições coincidem com as seguintes:
- {\displaystyle \limsup _{n\to \infty }E_{n}={\overline {\lim _{n\to \infty }}}E_{n}=\bigcap _{n=1}^{\infty }\bigcup _{k=n}^{\infty }E_{k}\,}
- {\displaystyle \liminf _{n\to \infty }E_{n}={\underline {\lim _{n\to \infty }}}E_{n}=\bigcup _{n=1}^{\infty }\bigcap _{k=n}^{\infty }E_{k}\,}

É sempre verdade que {\displaystyle \liminf _{n\to \infty }E_{n}\subseteq \limsup _{n\to \infty }E_{n}\,}. Quando estes conjuntos coincidem, dizemos que o limite existe:
{\displaystyle \lim _{n\to \infty }E_{n}=\liminf _{n\to \infty }E_{n}=\limsup _{n\to \infty }E_{n}\,}